# 高石弁治
高石 弁治（高石 辨治、たかいし べんじ、1882年〈明治15年〉12月17日 - 1940年〈昭和15年〉3月8日）は、明治末期から昭和戦前期にかけて活動した日本の電気技術者・実業家である。愛知県岡崎市の電力会社岡崎電灯に技師として入社し、技師長・常務取締役と昇進、後身の中部電力（岡崎）では副社長を経て社長まで昇った。愛媛県出身。

## 経歴
高石弁治は1882年（明治15年）12月17日、愛媛県宇摩郡寒川村（現・四国中央市）に高石佐吉の長男として生まれた。愛媛県立西条中学校を経て京都の第三高等学校へ進み、1906年（明治36年）7月第二部工科を卒業。次いで1909年（明治42年）7月京都帝国大学理工科大学電気工学科を卒業した。
卒業後は実業界に入り、愛知県岡崎市の岡崎電灯株式会社に技師として入社した。同社は岡崎の実業家杉浦銀蔵（2代目）・田中功平・近藤重三郎が起業した電力会社で、1897年（明治30年）に開業。高石が入社する2年前の1907年（明治40年）に合資会社から株式会社へ改組されたばかりであった。岡崎電灯に入った高石は矢作川水系に建設中の東大見発電所の工事担当となり、1911年（明治44年）3月これを完成させた。
岡崎電灯では後に技師長に挙げられ、1919年（大正8年）12月には取締役に選ばれた。次いで1922年（大正11年）12月常務取締役に就任、社長の杉浦銀蔵（3代目）を補佐して社業の強化にあたった。また岡崎電灯時代、同社経営陣は高石の郷里宇摩郡の電気事業にも関わった。1919年（大正8年）2月に帝国電灯東予営業所（旧・東予水力電気）の事業を譲り受けて開業した「燧洋電気」という会社がそれで、高石は前年10月の会社設立時に取締役となった。同社はその後1928年（昭和3年）に愛媛県内の中核事業者伊予鉄道電気へと合併されている。
岡崎電灯は周辺事業者の再編が進む中でも長く独立を保ったが、1930年（昭和5年）になって中京地方の中核事業者東邦電力との提携が成立し、新会社中部電力（岡崎）が岡崎電灯ならびに東邦電力豊橋営業所を統合するという形での再編がなされた。高石は合併認可3日前の同年7月28日付で中部電力取締役に就任。再編成立後の新体制では社長杉浦銀蔵の下で副社長を務める。その4年後の1934年（昭和9年）10月25日、藍川清成の取締役会長就任とともに代表取締役社長に昇格した。この時期、中部電力代表者として岡崎商工会議所副会頭も務めている（在任期間：1933年4月 - 1936年2月）。
1935年（昭和10年）12月、東邦電力・中部電力・三河水力電気・伊那電気鉄道の共同出資により天竜川支流での水力開発を目的とする中央水力が設立された。翌1936年（昭和11年）12月4日、高石は中部電力代表取締役を辞任。1か月後の1937年（昭和12年）1月26日、監査役から転じて中央水力代表取締役に選ばれた。なお社長から退いた中部電力は、1937年8月親会社東邦電力へと合併され消滅している。高石は次いで翌1938年（昭和13年）8月1日に中央水力と三河水力電気・南信電気の合併で中央電力が発足するとその初代代表取締役社長に就任した（代表取締役会長に桜木亮三）。
中央電力発足2年後の1940年（昭和15年）3月8日、中央電力社長在任のまま死去した。57歳没。